# Мюрат, Иоахим, 6-й принц Мюрат
Иоахим Наполеон Мишель Мюрат, 6-й принц Мюрат (фр. Joachim Napoléon Michel Murat, 6e prince Murat; 6 августа 1885, Париж — 11 мая 1938, Париж) — французский дворянин и политик, глава семьи Бонапарт-Мюрат (1932—1938).

## Биография
Родился 6 августа 1885 года в Париже. Старший сын Иоахима Мюрата, 5-го принца Мюрата (1856—1932), и его жены Мари Сесиль Ней д’Эльхинген (1867—1960), правнучки наполеоновского маршала Мишеля Нея. Как наследник княжеского титула Мюрата, он использовал титул учтивости принца Понтекорво, пока не стал преемником своего отца в 1932 году.
В 1914 году в начале Первой мировой войны Иоахим Мюрат служил лейтенантом кавалерии. Он стал официальным переводчиком в Генеральном штабе Королевского лётного корпуса, базировавшемся в Сент-Омере с августа 1914 года по ноябрь 1915 года. Одним из его британских коллег в Сент-Омере был Морис Бэринг, лейтенант RFC, помощник генерала Дэвида Хендерсона, а позже Хью Тренчарда. Иоахим Мюрат часто упоминается в мемуарах Бэринга.
Он командовал обороной форта Сартель во время битвы при Вердене в 1916 году, где его поведение принесло ему Военный крест и три награды.
После войны он был избран депутатом от Ло на французских парламентских выборах 1919 года 16 ноября в Лабастид-Мюрате. Он был связан с коалицией Национального блока, символом которой была сине-серая униформа, которую носили " пуалюсы " во время войны. Коалиция представляла консервативных старых солдат и их желание «заставить Германию заплатить».
Во время 12-й парламентской сессии он был членом комиссии Эльзаса и Лотарингии, комиссии по Алжиру, а также по колониям и протекторатам, комиссии по французскому торговому флоту, а также комиссии по таможенным вопросам и национальным конвенциям .
Он потерпел поражение на парламентских авыборах 1924 года, он продолжал поддерживать парламентскую группу «Призыв к народу» как представитель Наполеона в бонапартистском движении .
Принц Мюрат скончался в Париже 11 мая 1938 года в возрасте 52 лет.

## Семейная жизнь
13 декабря 1927 года в Коломбе, Франция, Иоахим Мюрат женился на Луизе Амели Плантье (9 декабря 1891 — 10 сентября 1978), дочери Эжена Плантье (1855—1935), префекта Константины, и внучке Жана-Батиста Плантье (1827—1889), сенатора от Нижних Пиренеев. У супругов было двое детей:
- Иоахим Наполеон, 7-й принц Мюрат (16 января 1920 — 20 июля 1944), расстрелян в 1944 году во время сражений на стороне французского Сопротивления
- Принцесса Каролина Поль Андре Мари Мюрат (3 сентября 1921 — 28 января 2003), он вышла замуж в 1945 году за Августа (Роберта) фон Гарца (1916—2008).